# Phyllonorycter macedonica
Phyllonorycter macedonica är en fjärilsart som först beskrevs av Gerfried Deschka 1971.  Phyllonorycter macedonica ingår i släktet guldmalar, och familjen styltmalar.
Artens utbredningsområde är Grekland. Inga underarter finns listade i Catalogue of Life.